# Da'Vine Joy Randolph
Da'Vine Joy Randolph, född 21 maj 1986 i Philadelphia, är en amerikansk skådespelare.
Randolph har bland annat medverkat i TV-serierna People of Earth (2016-2017), Only Murders in the Building (2021-2024) och The Idol från 2023. Hon har även medverkat i filmerna Dolemite Is My Name från 2019, The Lost City, Mästerkatten 2 från 2022.
Den 10 mars 2024 vann hon en Oscar i kategorin bästa kvinnliga biroll i filmen The Holdovers.

## Filmografi (i urval)
- 2016–2017: People of Earth
- 2019: Dolemite Is My Name
- 2021–2024: Only Murders in the Building
- 2022: The Lost City
- 2022: Mästerkatten 2
- 2023: The Idol
- 2023: Rustin
- 2023 – The Holdovers
- 2025 – Bride Hard
- 2025 – Eternity

## Utmärkelser
- Kansas City Film Critics Circle Award for Best Supporting Actress, för Dolemite Is My Name,  2019
- Black Reel Award for Outstanding Supporting Actress, för Dolemite Is My Name,  6 februari 2020
- Black Reel Award för bästa genombrottsframträdande, för Dolemite Is My Name,  6 februari 2020
- New York Film Critics Circle Award för bästa kvinnliga biroll, för The Holdovers,  30 november 2023[12]
- National Board of Review Award for Best Supporting Actress, för The Holdovers,  6 december 2023[13]
- Washington D.C. Area Film Critics Association Award för bästa kvinnliga biroll, för The Holdovers,  10 december 2023[14]
- Los Angeles Film Critics Association Award for Best Supporting Performance, för The Holdovers, med  Rachel McAdams,  10 december 2023[15]
- Boston Society of Film Critics Award för bästa kvinnliga biroll, för The Holdovers,  10 december 2023[16]
- Chicago Film Critics Association Award för bästa kvinnliga biroll, för The Holdovers,  12 december 2023[17]
- Las Vegas Film Critics Society Award för bästa kvinnliga biroll, för The Holdovers,  13 december 2023[18]
- New York Film Critics Online Award for Best Supporting Actress, för The Holdovers,  16 december 2023[19]
- St. Louis Film Critics Association Award for Best Supporting Actress, för The Holdovers,  17 december 2023[20]
- Toronto Film Critics Association Award för bästa kvinnliga biroll, för The Holdovers, med  Ryan Gosling,  17 december 2023[21]
- Phoenix Film Critics Society Award för bästa kvinnliga biroll, för The Holdovers,  18 december 2023[22]
- Dallas-Fort Worth Film Critics Association Award för bästa kvinnliga biroll, för The Holdovers,  18 december 2023[23]
- San Diego Film Critics Society Award for bedste præstation af et ensemble, för The Holdovers, med  Paul Giamatti och Dominic Sessa,  19 december 2023[24]
- National Society of Film Critics Award för bästa kvinnliga biroll, för The Holdovers,  6 januari 2024[25]
- Golden Globe Award för bästa kvinnliga biroll i en långfilm, för The Holdovers,  7 januari 2024[26]
- Seattle Film Critics Society Award for Best Ensemble Cast, för The Holdovers, med  Paul Giamatti och Dominic Sessa,  8 januari 2024[27]
- Broadcast Film Critics Association Award för bästa kvinnliga biroll, för The Holdovers,  14 januari 2024[28]
- Houston Film Critics Society Award for Best Supporting Actress, för The Holdovers,  22 januari 2024[29]
- Kansas City Film Critics Circle Award for Best Supporting Actress, för The Holdovers,  27 januari 2024[30]
- London Film Critics Circle Award for Supporting Actress of the Year, för The Holdovers,  4 februari 2024[31]
- Vancouver Film Critics Circle Award for Best Supporting Actress, för The Holdovers,  12 februari 2024[32]
- BAFTA Award för bästa kvinnliga biroll, för The Holdovers,  18 februari 2024[33]
- Screen Actors Guild Award för bästa kvinnliga biroll, för The Holdovers,  24 februari 2024
- Oscar för bästa kvinnliga biroll, för The Holdovers,  10 mars 2024[34]

[Redigera Wikidata]